# Mont Bengoué
Der Mont Bengoué ist ein 1070 Meter hoher Berg in der Provinz Ogooué-Ivindo im Nordosten von Gabun. Er ist nach einigen Angaben der höchste Berg des Landes. Andere Quellen sprechen diese Eigenschaft dem Mont Iboundji zu.